# Bícol exprés

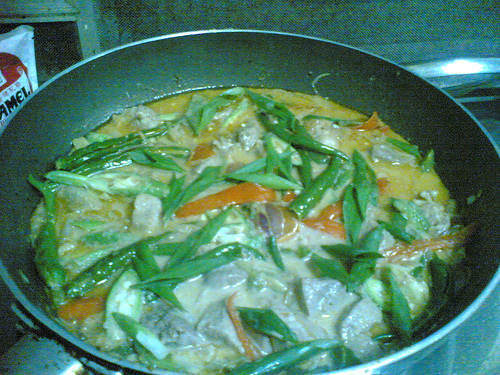
Bicol exprés.

Bícol exprés (en filipino, sinilihan) es un plato filipino de origen manileño a la moda bicolana. Es un estofado de chile mahaba (tagalo: siling mahaba; malayo/indonesio: lada panjang), leche de coco, pasta de gambas o pescado seco, cebolla, cerdo y ajo. Dicen que evolucionó del gulay na may lada, una popular comida bicolana que hoy en día se está presentando como una de las muchas variedades de Bícol exprés.